# Phyllotreta bolognai
Phyllotreta bolognai es una especie de insecto coleóptero de la familia Chrysomelidae. Fue descrita científicamente en 1992 por Biondi.